# 洛佩斯港
洛佩斯港（西班牙語：Puerto López）是位于厄瓜多尔马纳比省太平洋沿岸海湾的一个小渔村。主要产业是渔业和生态旅游业。靠近海滩的街道上有许多餐厅。这里还有一个非营利的英语-西班牙语语言学校，旨在促进游客和当地人之间的文化交流。
洛佩斯港位于马查利亚国家公园内，主要景点有拉普拉塔岛。

## 图集

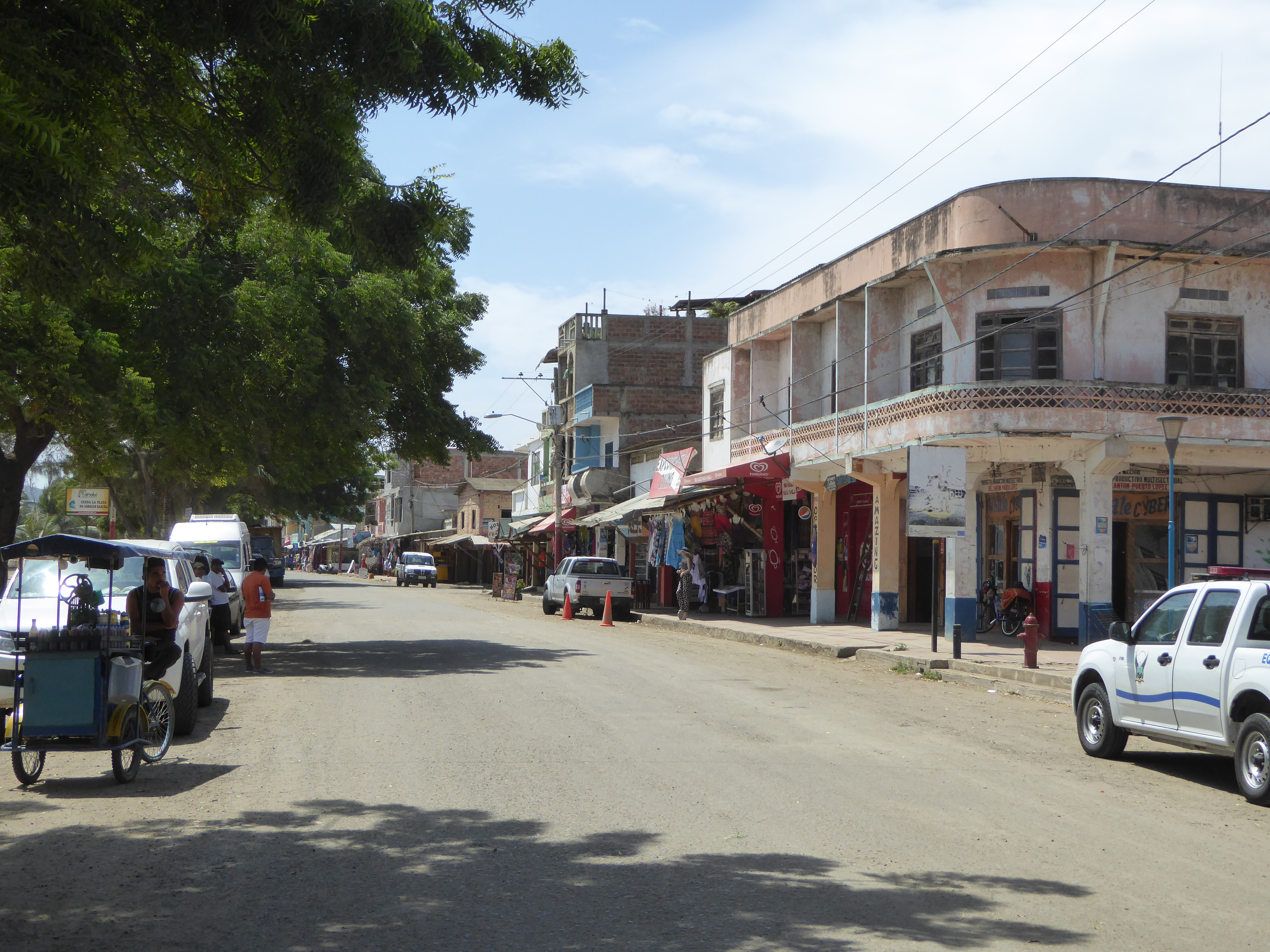
街道
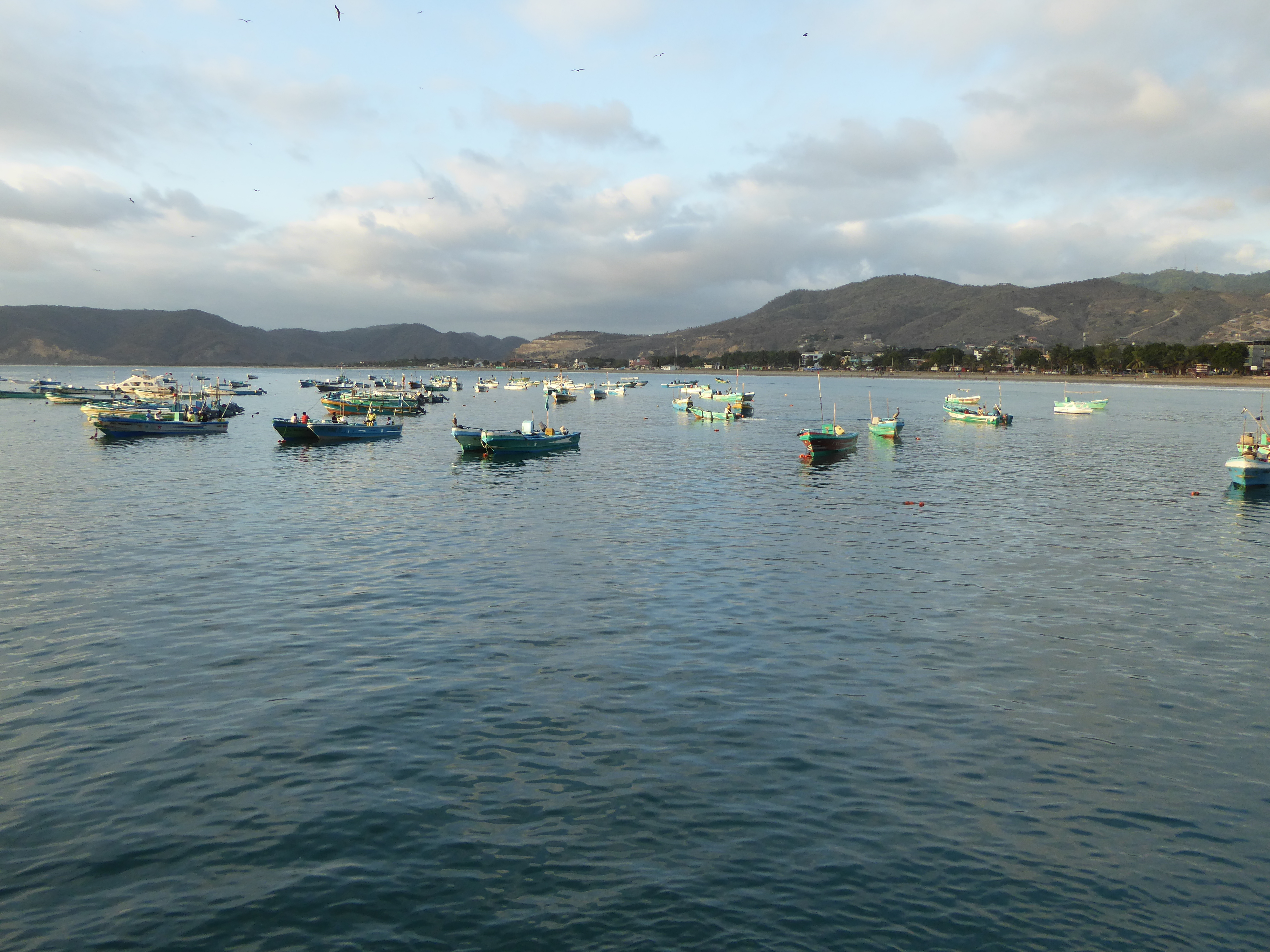
港口
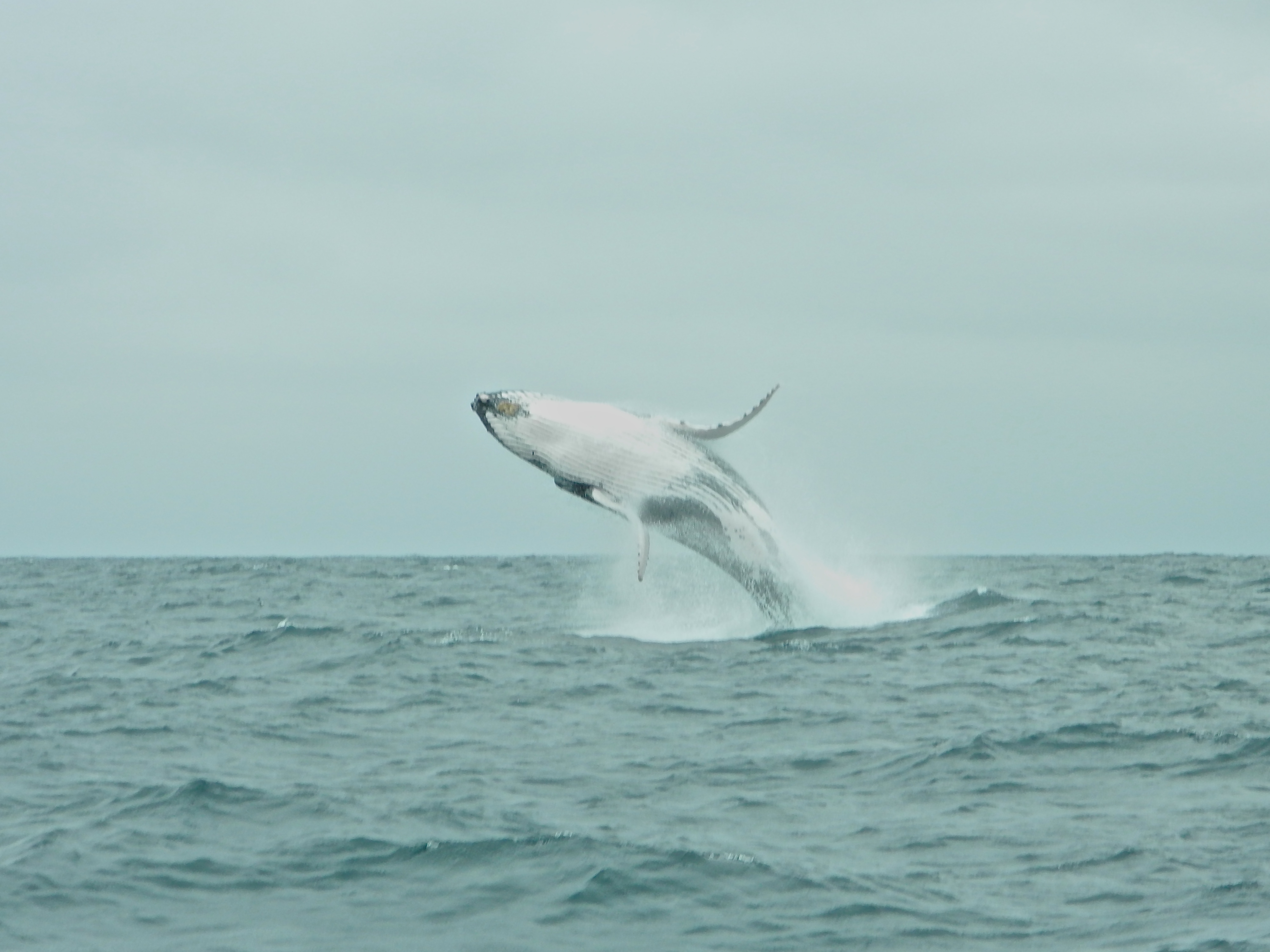
座头鲸